# ゲーリー・サトウ
ゲーリー・サトウ（Gary Sato、1955年1月2日 - ）は、日系アメリカ人のバレーボール指導者。全日本男子バレーボールチームの元監督。

## 人物・来歴
曽祖父が仙台出身の日系4世。カリフォルニア州
で、6人兄弟の長男として生まれる。
妹のリアン・サトウと弟のエリック・サトウは共に、元・バレーボールアメリカ合衆国代表選手（五輪メダリスト）。
ゲーリー自身は現役時代レシーバーなどで活躍し、全米大学選抜にも選ばれたことがあるという。その後、指導者に転身してバレーボールアメリカ合衆国男子代表などのコーチを務めた。
日系人であるが、日本語を喋ることは出来ない。

### 全日本男子監督に内定
2013年2月18日、日本バレーボール協会は臨時理事会で全日本男子チーム監督の就任を内定した。男女を通じ、全日本バレーでは初の外国人監督となった。

#### 内定までの経緯
植田辰哉監督によるロンドン五輪世界最終予選後の辞表提出（受理されず・任期は2013年3月末まで）があった後、同協会は国内外から後任監督の公募をした（2012年10月23日に締切）。
応募者数は約20名で、うち半数（8～9人）は外国人だったという。
当初は11月中や年内の監督決定を目指したが、難航して2月中ということになった。
面談を含めた5回にわたる選考委員会（9人で編成されていたという情報がある）を経て、最後は日本人候補との2名に絞られていたが、賛成多数でゲーリーが選ばれた。指導実績や論理的説明に長けている点が評価されたという報道もある。

### スマートバレー
選手の判断力を重視する「スマートバレー」をモットーに掲げる。昨年（前監督時）までの速さを追究したトスではなく、コース打ち分けが可能になることを優先するトスが導入されるなどの変化があった。初陣となった2013年バレーボール・ワールドリーグでは、（引退した宇佐美大輔に代わり）近藤茂が正セッターに抜擢された。この大会で選手のユニフォームは（ノースリーブから）半袖に戻った。

### 約1年間での退任
2013年ワールドグランドチャンピオンズカップでは最下位となったものの、翌年も続投させる方針を日本バレーボール協会は示していた。
しかし、日本バレー協会は2014年2月6日、ゲーリー監督の退任と南部正司の新監督就任（2月5日付）を正式発表した。強化事業の荒木田裕子本部長は、2013年9月のアジア最終予選の結果によって世界選手権（14大会連続出場中だった）の出場権を逃したことが、転機だったことを明らかにした。
解任ということではなく、協会は2013年12月に国内外からの新監督候補者5名とのプレゼン面接を実施していたという。そして2014年1月29日に、従来までの監督の選任規定を改め、公募に加えて推薦枠を設けることを理事会で決定していた（この日をもって退任となったという情報もある）。
なお、前年2013年の6月に協会は体制が刷新され、会長をはじめとするゲーリー監督を選んだ役員が退任していた。
2014年から、南カリフォルニア大学（略称:USC）のUSCトロージャンズ男子チームにてアシスタントコーチを務めている。

## 出身校
- サンタモニカカレッジ（1973 - 1974年）
- カリフォルニア大学サンタバーバラ校（1975 - 1977年）
- ペパーダイン大学運動生理学理学士（1978年）
- 南カリフォルニア健康科学大学カイロプラクティック博士（1989 - 1992年）

## コーチ・監督歴

### アメリカ合衆国男子代表
1984-88年
- 1985 ワールドカップ（代行監督） 最優秀監督賞受賞
- 1986 世界選手権（コーチ）
- 1987 パンアメリカン競技大会（コーチ）
- 1988 ソウル五輪（コーチ）

1992年
- 1992 バルセロナ五輪（コーチ）

2009-2012年
- 2010 ワールドリーグ（コーチ） 8位
- 2010 世界選手権（コーチ） 6位
- 2011 ワールドリーグ（不明） 7位
- 2011 ワールドカップ（マネージャー） 6位
- 2012 ワールドリーグ（Therapist / trainer） 
- 2012 ロンドン五輪（Physiotherapist） 5位

### アメリカ合衆国ユース男子代表
- 2010 北中米ユース選手権大会（監督） 

### アメリカ合衆国ビーチバレー男・女代表
- 2007 パンアメリカン競技大会（監督） 

### 全日本男子代表
- 2013年バレーボール・ワールドリーグ
- 2014年バレーボール男子世界選手権アジア最終予選
- 2013年バレーボール男子アジア選手権
- 2013年ワールドグランドチャンピオンズカップ